# Dornești
Dornești è un comune della Romania di 4 503 abitanti, ubicato nel distretto di Suceava, nella regione storica della Bucovina.
Il comune è formato dall'unione di 2 villaggi: Dornești e Iaz.